# Hydriris chalybitis
Hydriris chalybitis là một loài bướm đêm trong họ Crambidae.